# Kolumnea

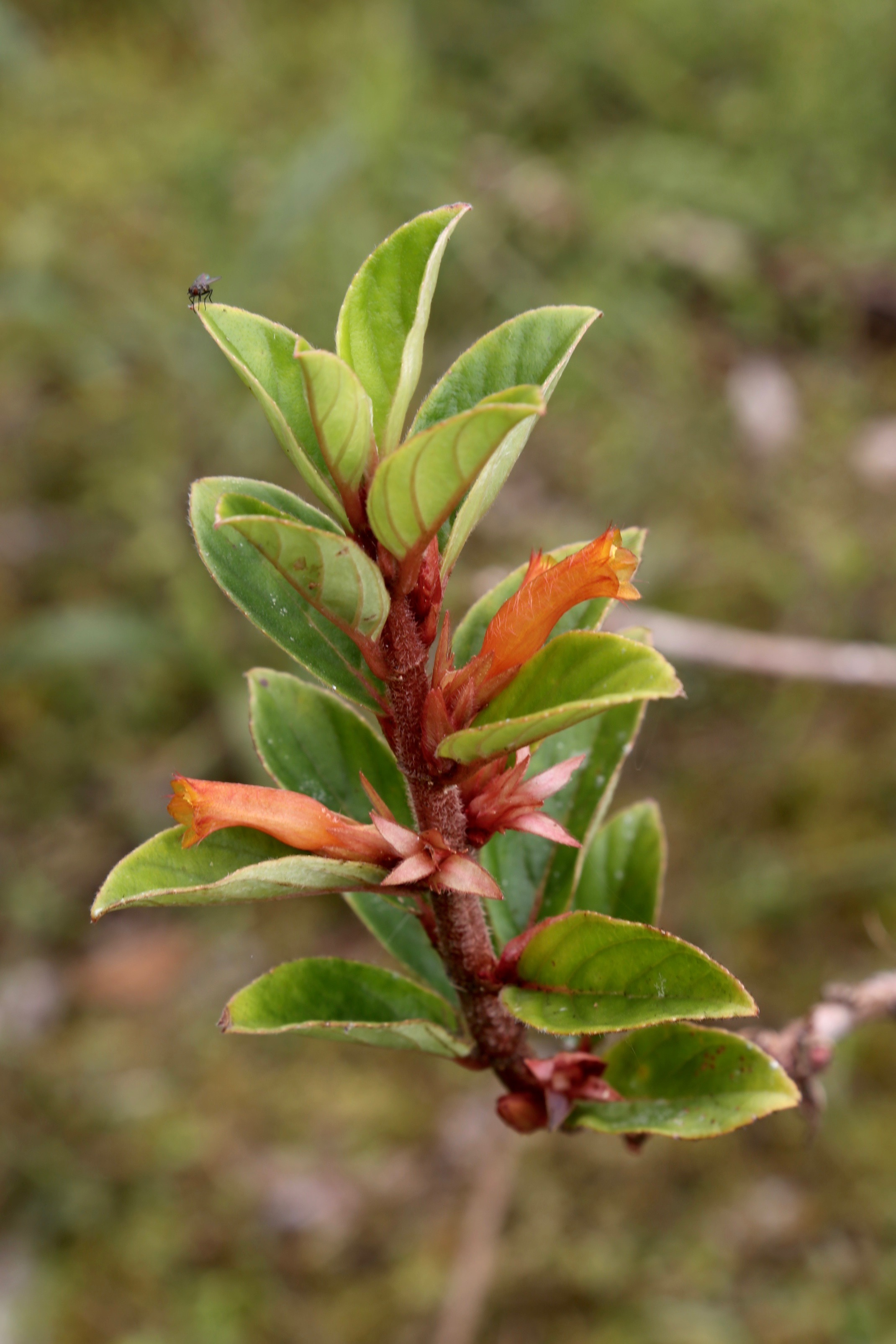
Columnea angustata

Kolumnea, kolumna (Columnea L.) – rodzaj roślin z rodziny ostrojowatych (Gesneriaceae). Obejmuje ponad 160, 195 lub nawet 270 gatunków. Rośliny te występują na kontynentach amerykańskich na obszarze od Meksyku na północy po Boliwię i Brazylię na południu, w tym także na Antylach. Największe zróżnicowanie gatunkowe znajduje się w Panamie, Kolumbii i Ekwadorze.
W większości są to rośliny wilgotnych lasów równikowych, zwykle rosnące jako epifity, rzadziej jako rośliny naziemne czy nawet naskalne. Zapylane są przez kolibry.
Liczne gatunki, a często też ich mieszańce (uznawane za bardziej odporne i efektowne ze względu na większe kwiaty niż u taksonów rodzicielskich), uprawiane są jako rośliny ozdobne. Do częściej uprawianych należą: kolumnea drobnolistna C. microphylla, kolumnea Schiedego C. schiedeana, C. microcalyx (=C. gloriosa), C. minor. Rośliny są trudne w uprawie, choć w miarę wprowadzania coraz to nowych, odporniejszych odmian utrzymanie ich jako roślin pokojowych w warunkach mieszkań staje się łatwiejsze. Źle znoszą przeciągi, z powodu których mogą gubić liście. Rośliny te kwitną w okresie od jesieni do wiosny, czasem dwukrotnie w ciągu roku.
Indianie w Ekwadorze wykorzystują rośliny z tego rodzaju jako lek na ukąszenia węży, a Indianie z Amazonii palą liście kolumnei pstrej jako stymulant oraz używają różnych gatunków z tego rodzaju jako leku na stany zapalne i oparzenia skóry.

## Morfologia
PokrójKrzewy, półkrzewy, pnącza i byliny, o pędach wzniesionych, podnoszących się, pokładających się, pnących i często zwisających, czasem nieco gruboszowate, często korzeniące się w węzłach i zróżnicowane na stronę grzbietową i brzuszną.
LiścieNaprzeciwległe, ogonkowe, choć często ogonki krótkie. Liście wyrastające w parach podobne są wielkością lub czasem mocno różnią się wielkością. Blaszka liścia bywa asymetryczna, może być całobrzega do piłkowanej, cienka do skórzastej, równowąska do jajowatej. Blaszki często  z czerwono nabiegłymi wzorami, czasem biegnącymi wzdłuż użyłkowania lub brzegów liścia, czasem też z przejrzystymi, czerwonawymi „okienkami”.
KwiatyCzęsto okazałe, wyrastają w kątach liści pojedynczo lub zebrane po kilka (do 10) w wierzchotki. U nasady szypułek występują szybko odpadające, łuskowate przysadki, rzadziej okazałe, barwne, przykrywające kielichy kwiatowe. Działki kielicha w liczbie 5, są rozdzielone niemal do nasady, całobrzegie, ale czasem także ząbkowane. Korona kwiatu zrosłopłatkowa, z dłuższą lub krótszą rurką zgiętą w dolnej części, silnie grzbiecista. Górna warga powstaje z dwóch płatków i zrasta się często z płatkami bocznymi. Dolna warga powstaje z jednego płatka. Korona najczęściej jest czerwona lub pomarańczowoczerwona, rzadziej żółta, kremowa lub zielona, zwykle wewnątrz gruczołowato owłosiona. Pręciki są cztery, rozwijają się w dwóch parach. Pylniki pękają podłużnymi pęknięciami. Górna zalążnia powstaje z dwóch owocolistków i jest jednokomorowa. U nasady ze zredukowanym dyskiem miodnikowym do jednego lub pięciu gruczołków. Słupek długości podobnej do pręcików.
OwoceKulistawe lub jajowate, białe lub inaczej zabarwione jagody o lepkim miąższu, zawierające liczne i drobne nasiona.

## Systematyka

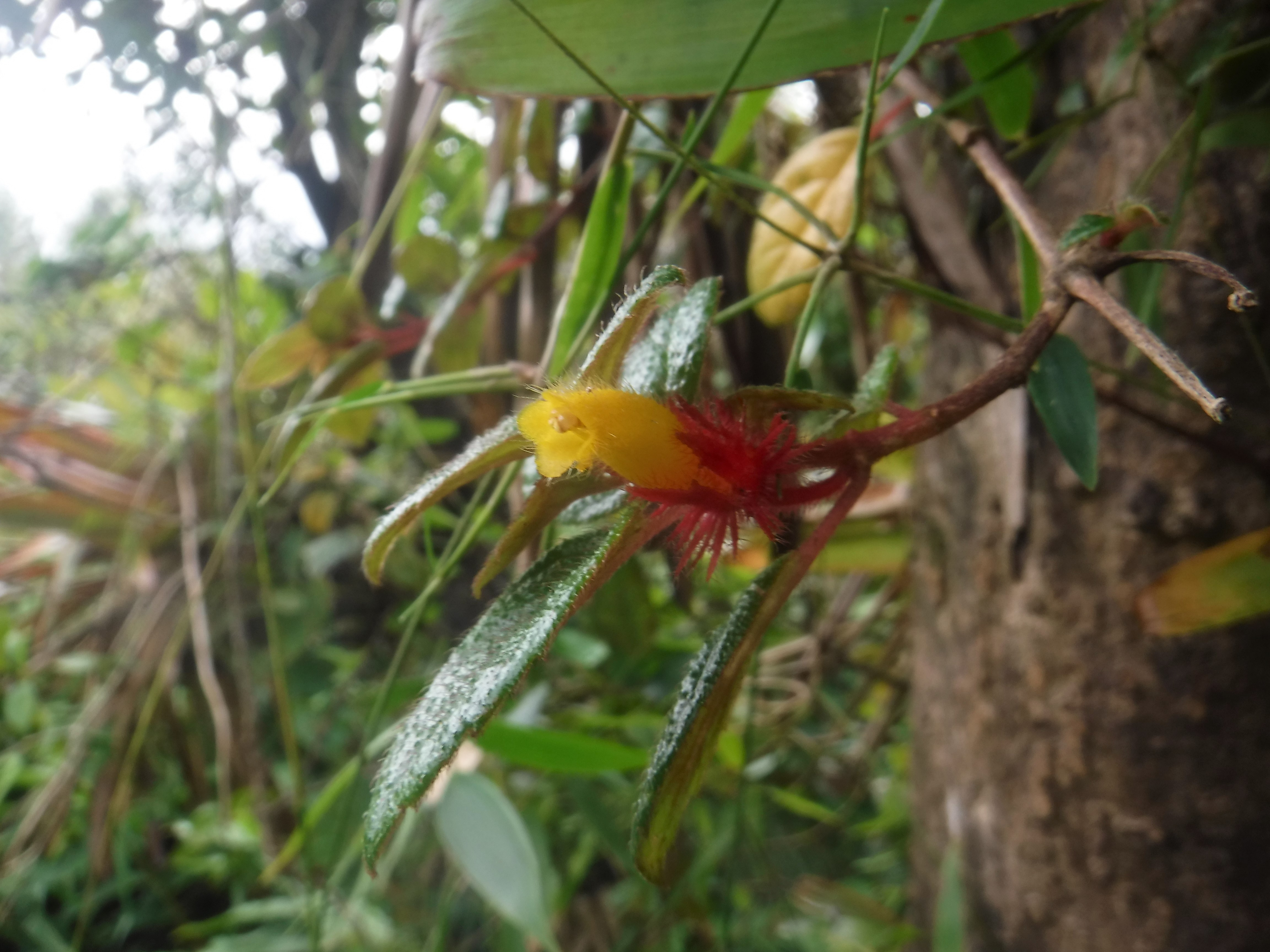
Columnea domingensis

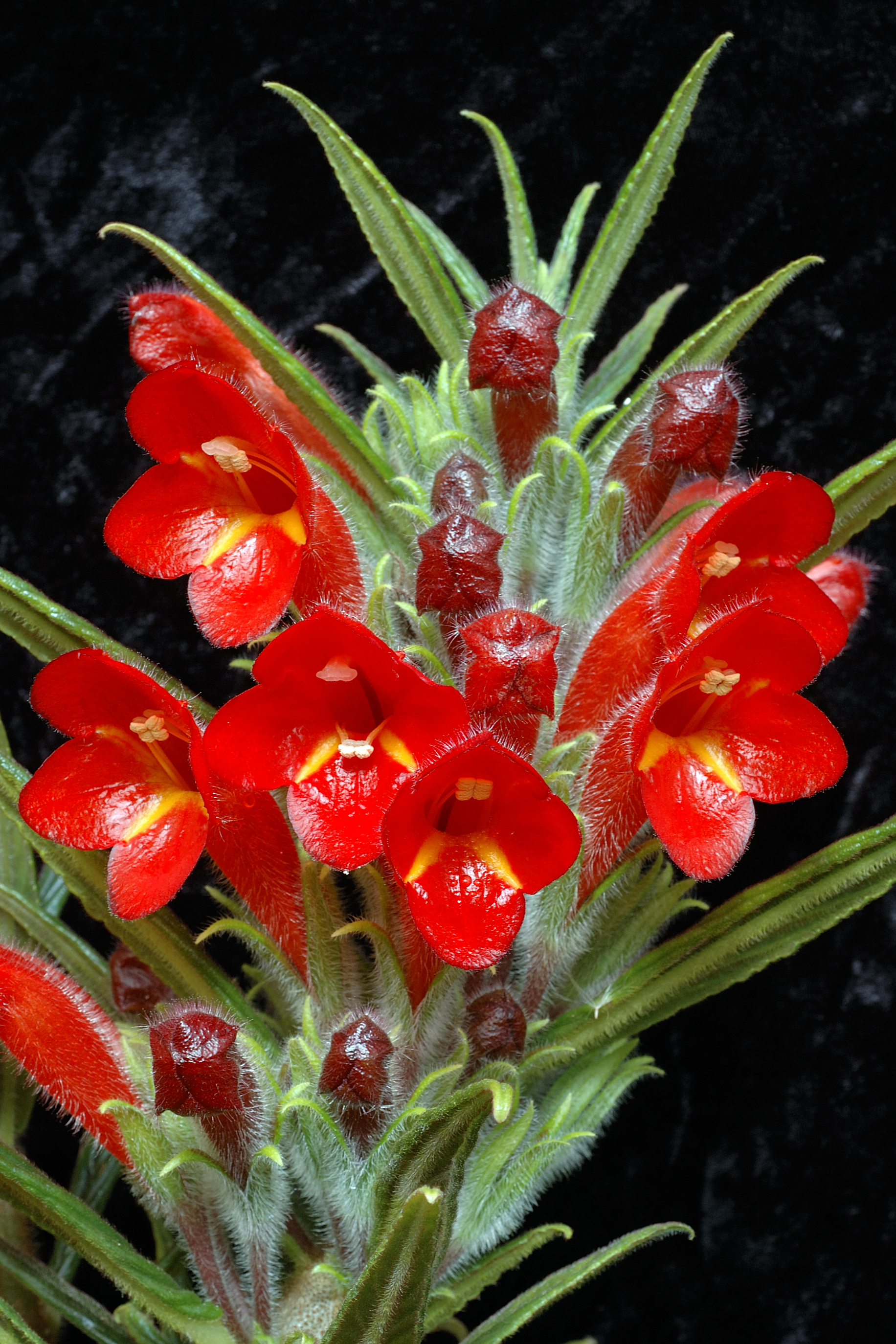
Columnea flexiflora

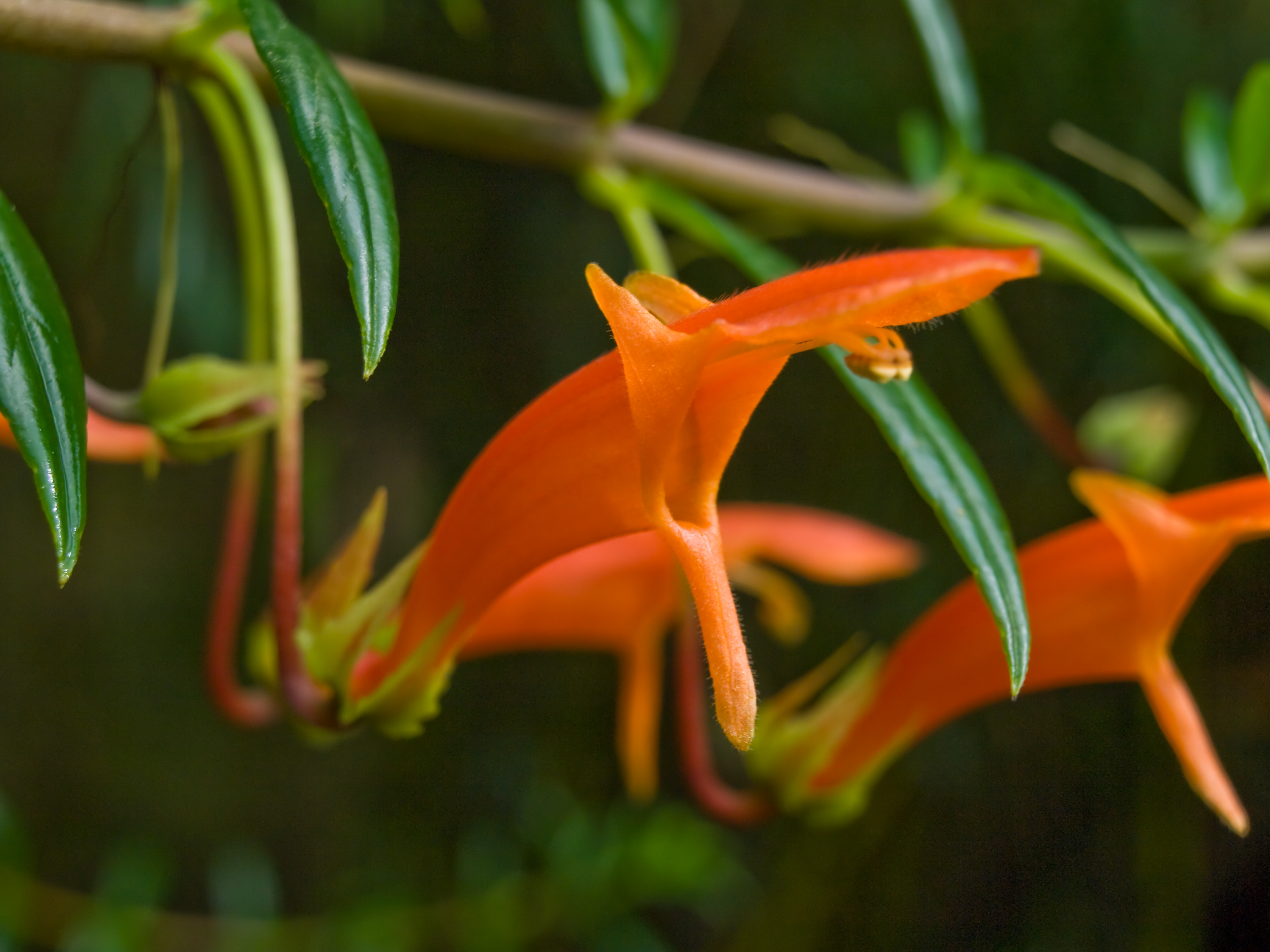
Columnea glabra

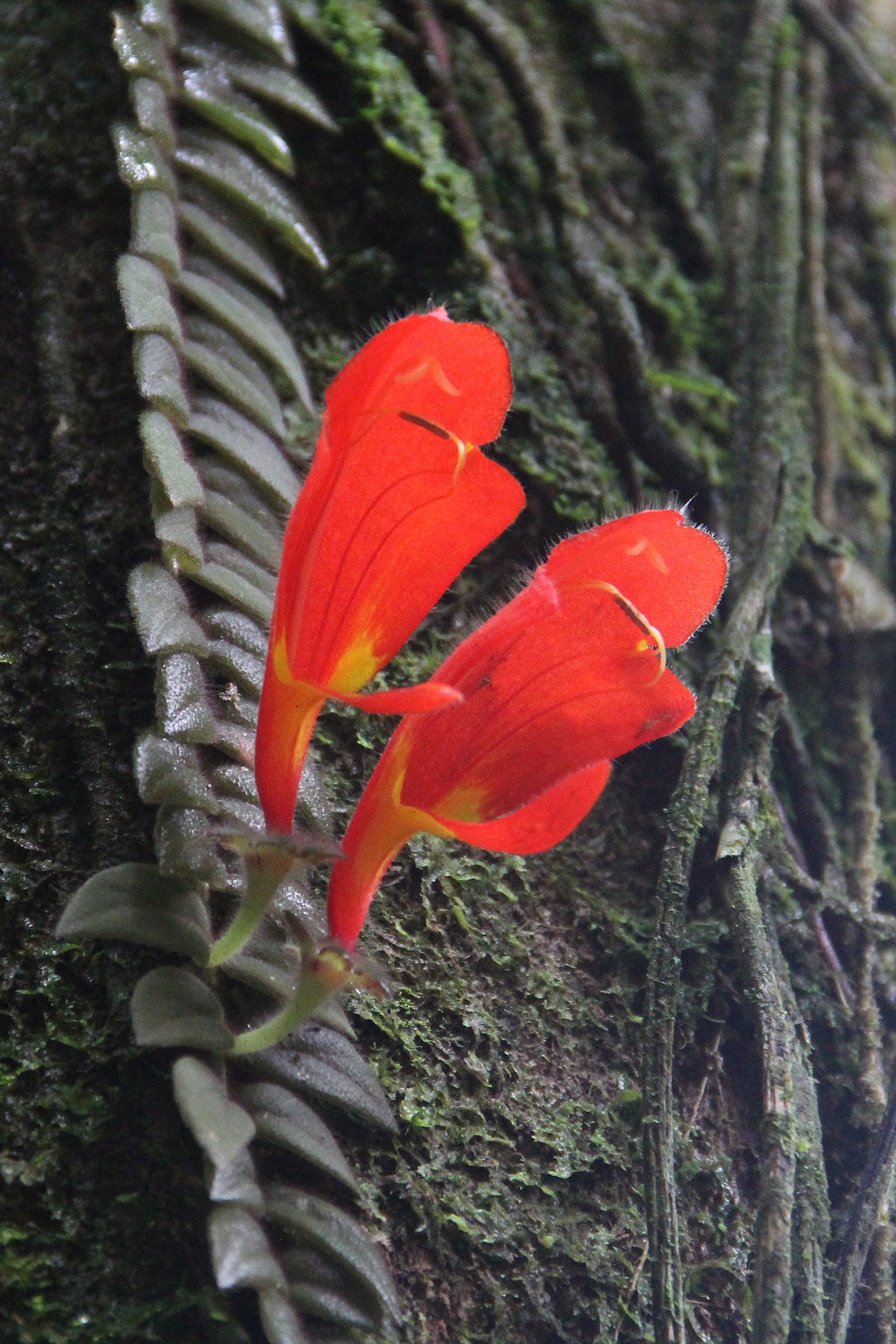
Columnea gloriosa

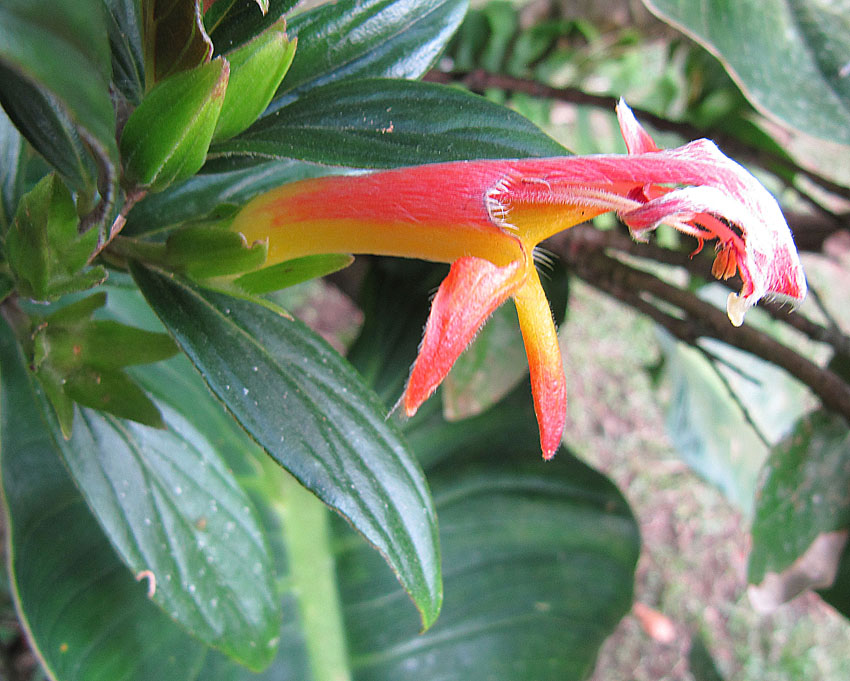
Columnea lepidocaula

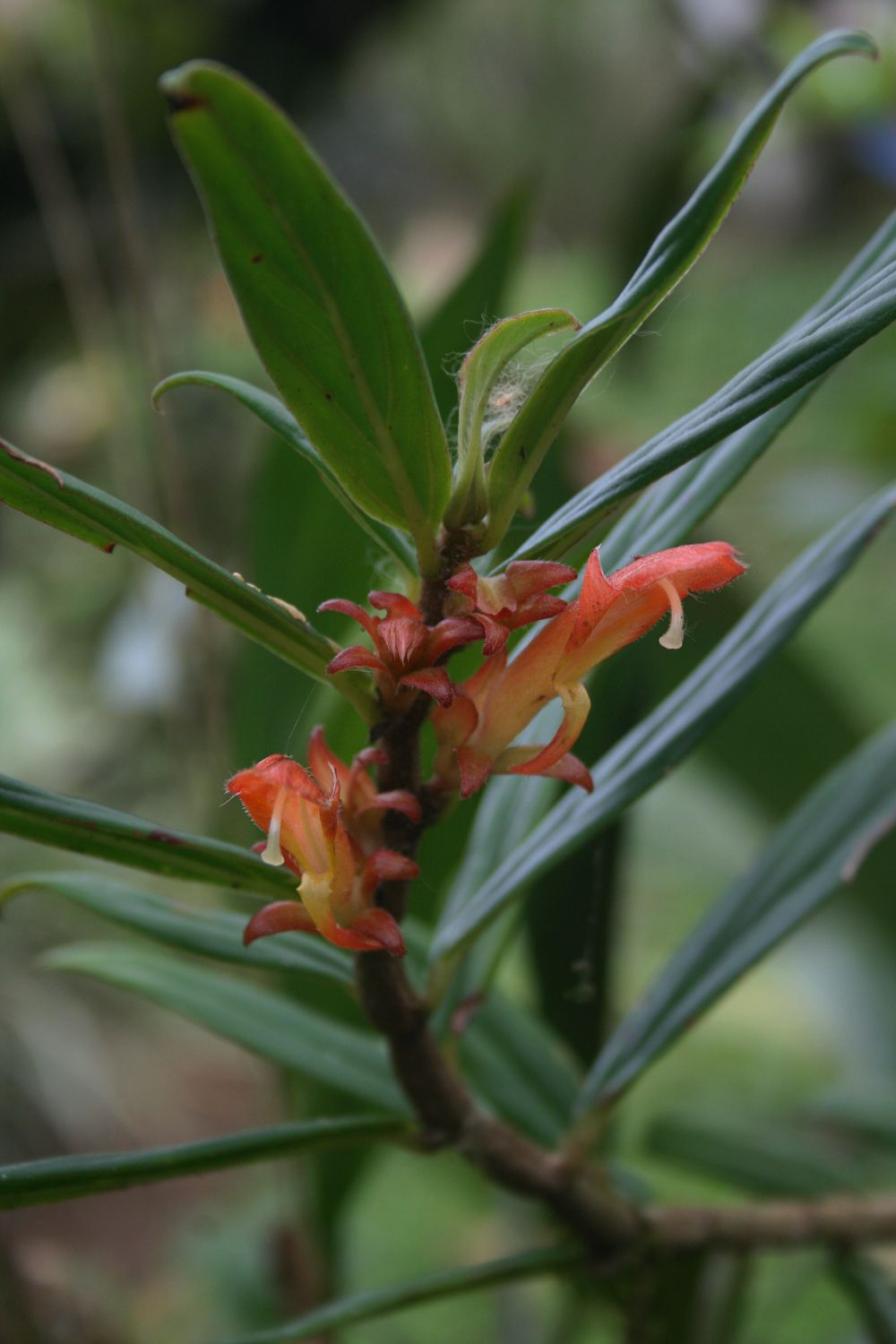
Columnea querceti

Rodzaj roślin z rodziny ostrojowatych (Gesneriaceae). Na początku XXI wieku włączany był do plemienia Episcieae Endl. z podrodziny Gesnerioideae Link, a współcześnie do plemienia Gesnerieae Dumortier.
Rodzaj współcześnie jest szeroko ujmowany (Columnea L. sensu lato), ale jeszcze w latach 80. i 90. XX wieku ujmowany był też wąsko (Columnea L. sensu stricto) obejmując ok. 75 gatunków, a jako osobne rodzaje traktowano: Bucinellina (Wiehler) Wiehler, Dalbergaria Tussac, Pentadenia (Planch.) Hanst. i Trichantha Hook.f.
Wykaz gatunków (gatunki zweryfikowane według The Plant List)
- Columnea albiflora L.P.Kvist & L.E.Skog
- Columnea albovinosa (M. Freiberg) J.L. Clark & L.E. Skog
- Columnea aliena (C.V.Morton) C.V.Morton
- Columnea allenii C.V.Morton
- Columnea ambigua (Urb.) B.D.Morley
- Columnea ampliata (Wiehler) L.E.Skog
- Columnea angustata (Wiehler) L.E.Skog
- Columnea anisophylla DC.
- Columnea antiocana (Wiehler) J.F.Sm.
- Columnea argentea Griseb.
- Columnea arguta C.V.Morton
- Columnea asteroloma (Wiehler) L.E.Skog
- Columnea atahualpae J.F.Sm. & L.E.Skog
- Columnea aurantia Wiehler
- Columnea aurea Warsz.
- Columnea bilabiata Seem.
- Columnea billbergiana Beurl.
- Columnea brenneri (Wiehler) B.D.Morley
- Columnea brevipila Urb.
- Columnea byrsina (Wiehler) L.P.Kvist & L.E.Skog
- Columnea calotricha Donn.Sm.
- Columnea canarina Wiehler
- Columnea capillosa L.P.Kvist & L.E.Skog
- Columnea cerropirrana (Wiehler) L.E.Skog
- Columnea chiricana Wiehler
- Columnea chrysotricha L.E.Skog & L.P.Kvist
- Columnea ciliata (Wiehler) L.P.Kvist & L.E.Skog
- Columnea citriflora L.E.Skog
- Columnea clara (C.V.Morton) C.V.Morton
- Columnea cobana Donn.Sm.
- Columnea colombiana (Wiehler) L.P.Kvist & L.E.Skog
- Columnea consanguinea Hanst.
- Columnea coronata M.Amaya, L.E.Skog & L.P.Kvist
- Columnea coronocrypta M.Amaya, L.E.Skog & L.P.Kvist
- Columnea corticola (Schrad.) Kuntze
- Columnea crassa C.V.Morton
- Columnea crassicaulis (Wiehler) L.P.Kvist & L.E.Skog
- Columnea crassifolia Brongn.
- Columnea cruenta B.D.Morley
- Columnea cuspidata L.E.Skog & L.P.Kvist
- Columnea dictyophylla Donn.Sm.
- Columnea dimidiata (Benth.) Kuntze
- Columnea dissimilis C.V.Morton
- Columnea domingensis (Urb.) B.D.Morley
- Columnea dressleri Wiehler
- Columnea eburnea (Wiehler) L.P.Kvist & L.E.Skog
- Columnea elongatifolia L.P.Kvist & L.E.Skog
- Columnea ericae Mansf.
- Columnea erythrophaea Decne. ex Houllet
- Columnea erythrophylla Hanst.
- Columnea eubracteata Mansf.
- Columnea fawcettii (Urb.) C.V.Morton
- Columnea fernandezii M.Amaya
- Columnea filamentosa L.E.Skog
- Columnea filifera (Wiehler) L.E.Skog & L.P.Kvist
- Columnea filipes Oliv.
- Columnea fimbricalyx L.P.Kvist & L.E.Skog
- Columnea flaccida Seem.
- Columnea flexiflora L.P.Kvist & L.E.Skog
- Columnea florida C.V.Morton
- Columnea formosa (C.V.Morton) C.V.Morton
- Columnea fritschii (Rusby) J.F.Sm.
- Columnea fuscihirta L.P.Kvist & L.E.Skog
- Columnea gallicauda Wiehler
- Columnea gigantifolia L.P.Kvist & L.E.Skog
- Columnea glabra Oerst.
- Columnea glicensteinii Wiehler
- Columnea grandiflora Hanst.
- Columnea grandifolia Rusby
- Columnea grata (Oerst. ex Hanst.) C.V.Morton
- Columnea guatemalensis Sprague
- Columnea guianensis C.V.Morton
- Columnea guttata Poepp. & Endl.
- Columnea harrisii (Urb.) Britton ex Morton
- Columnea herthae Mansf.
- Columnea hiantiflora Wiehler
- Columnea hirsuta Sw.
- Columnea hirsutissima C.V.Morton
- Columnea hirta Klotzsch & Hanst. – kolumnea kosmata[6]
- Columnea hispida Sw.
- Columnea hypocyrtantha (Wiehler) J.F.Sm. & L.E.Skog
- Columnea illepida H.E.Moore
- Columnea inaequilatera Poepp. & Endl.
- Columnea incarnata C.V.Morton
- Columnea incredibilis L.P.Kvist & L.E.Skog
- Columnea isernii Cuatrec.
- Columnea jamaicensis Urb.
- Columnea kalbreyeriana Mast.
- Columnea katzensteinii (Wiehler) L.E.Skog & L.P.Kvist
- Columnea kienastiana Regel
- Columnea labellosa H.Karst.
- Columnea laevis L.P.Kvist & L.E.Skog
- Columnea lanata (Seem.) Kuntze
- Columnea lariensis Kriebel
- Columnea lehmannii Mansf.
- Columnea lepidocaula Hanst.
- Columnea lepidocaulis Hanst.
- Columnea linearis Oerst.
- Columnea longinervosa L.P.Kvist & L.E.Skog
- Columnea lophophora Mansf.
- Columnea maculata C.V.Morton
- Columnea magnifica Klotzsch ex Oerst.
- Columnea manabiana (Wiehler) J.F.Sm. & L.E.Skog
- Columnea mastersonii (Wiehler) L.E.Skog & L.P.Kvist
- Columnea medicinalis (Wiehler) L.E.Skog & L.P.Kvist
- Columnea microcalyx Hanst.
- Columnea microphylla Klotzsch & Hanst. ex Oerst. – kolumnea drobnolistna[6]
- Columnea minor (Hook.) Hanst.
- Columnea minutiflora L.P.Kvist & L.E.Skog
- Columnea mira B.D.Morley
- Columnea moesta Poepp. & Endl.
- Columnea moorei C.V.Morton
- Columnea nariniana (Wiehler) L.P.Kvist & L.E.Skog
- Columnea nematoloba L.P.Kvist & L.E.Skog
- Columnea nervosa (Klotzsch ex Oerst.) Hanst.
- Columnea nicaraguensis Oerst.
- Columnea oblongifolia Rusby
- Columnea ochroleuca (Klotzsch ex Oerst.) Hanst.
- Columnea oerstediana Klotzsch ex Oerst.
- Columnea orientandina (Wiehler) L.P.Kvist & L.E.Skog
- Columnea ornata (Wiehler) L.E.Skog & L.P.Kvist
- Columnea ovatifolia L.P.Kvist & L.E.Skog
- Columnea oxyphylla Hanst.
- Columnea pallida Rusby
- Columnea panamensis C.V.Morton
- Columnea paramicola (Wiehler) L.P.Kvist & L.E.Skog
- Columnea parviflora C.V.Morton
- Columnea pectinata C.V.Morton
- Columnea pedunculata M.Amaya, L.E.Skog & L.P.Kvist
- Columnea pendula (Klotzsch ex Oerst.) Hanst.
- Columnea perpulchra C.V.Morton
- Columnea peruviana Zahlbr.
- Columnea picta H.Karst. – kolumnea pstra[6]
- Columnea polyantha (Wiehler) L.E.Skog
- Columnea poortmannii (Wiehler) L.P.Kvist & L.E.Skog
- Columnea praetexta Hanst.
- Columnea proctorii Stearn
- Columnea pulcherrima C.V.Morton
- Columnea pulchra (Wiehler) L.E.Skog
- Columnea purpurata Hanst.
- Columnea purpureovittata (Wiehler) B.D.Morley
- Columnea purpurimarginata L.P.Kvist & L.E.Skog
- Columnea purpusii Standl.
- Columnea querceti Oerst.
- Columnea queremalensis M.Amaya, L.E.Skog & L.P.Kvist
- Columnea raymondii C.V.Morton
- Columnea reticulata M.Amaya & al.
- Columnea rileyi (Wiehler) J.F.Sm.
- Columnea ringens Regel
- Columnea robusta (Wiehler) L.E.Skog
- Columnea rosea (C.V.Morton) C.V.Morton
- Columnea rubra C.V.Morton
- Columnea rubriacuta (Wiehler) L.P.Kvist & L.E.Skog
- Columnea rubribracteata L.P.Kvist & L.E.Skog
- Columnea rubricalyx L.P.Kvist & L.E.Skog
- Columnea rubricaulis Standl.
- Columnea rubrocincta C.V.Morton
- Columnea rutilans Sw.
- Columnea sanguinea (Pers.) Hanst.
- Columnea sanguinolenta (Klotzsch ex Oerst.) Hanst.
- Columnea scandens L.
- Columnea schiedeana Schltdl. – kolumnea Schiedego, k. złocista[6]
- Columnea schimpffii Mansf.
- Columnea segregata B.D.Morley
- Columnea sericeovillosa Suess.
- Columnea serrata (Klotzsch ex Oerst.) Hanst.
- Columnea silvarum C.V.Morton
- Columnea spathulata Mansf.
- Columnea stricta Rusby
- Columnea strigosa Benth.
- Columnea subcordata C.V.Morton
- Columnea suffruticosa J.F.Sm. & L.E.Skog
- Columnea sulcata L.E.Skog & L.P.Kvist
- Columnea sulfurea Donn.Sm.
- Columnea tandapiana (Wiehler) L.E.Skog & L.P.Kvist
- Columnea tenella L.P.Kvist & L.E.Skog
- Columnea tenensis (Wiehler) B.D.Morley
- Columnea tenuis Klotzsch ex Oerst.
- Columnea tessmannii Mansf.
- Columnea tincta Griseb.
- Columnea trollii Mansf.
- Columnea tropicalis (C.V.Morton) C.V.Morton
- Columnea tulae Urb. – kolumnea haitańska[6]
- Columnea tusilla Cuatrec.
- Columnea tutunendana (Wiehler) L.E.Skog
- Columnea ulei Mansf.
- Columnea ultraviolacea J.F.Sm. & L.E.Skog
- Columnea urbanii Stearn
- Columnea verecunda C.V.Morton
- Columnea villosissima Mansf.
- Columnea vittata (Wiehler) L.E.Skog
- Columnea weberbaueri Mansf.
- Columnea xiphoidea J.F.Sm. & L.E.Skog
- Columnea zebranella Wiehler
- Columnea zebrina Raymond

## Uprawa
W uprawie doniczkowej dominują epifity o pędach zwisających i dlatego rośliny takie najlepiej rosną w pojemnikach wiszących. Wymagają miejsc widnych i zacisznych – źle znoszą bezpośrednie słońce i ekspozycję na przeciągi. Zimą powinny rosnąć w temperaturze wynoszącej ok. 15–18°C. Lubią dużą wilgotność powietrza, ale źle tolerują bezpośrednie zraszanie. Wymagają podlewania wodą letnią i miękką i utrzymywania podłoża wilgotnego. Rośliny te w uprawie rozmnaża się przez sadzonki pozyskiwane z końcówek pędów po ich przekwitnieniu.